# Pure Jerry: Merriweather Post Pavilion, September 1 & 2, 1989
Pure Jerry: Merriweather Post Pavilion, September 1 & 2, 1989 est un coffret de 4 CD proposant l’intégralité des deux concerts donnés les 1er et 2 septembre 1989 par le Jerry García Band

## Jerry García Band
- Jerry Garcia – guitare, voix
- Melvin Seals – claviers
- John Kahn – basse
- David Kemper – batterie
- Jaclyn LaBranch – chœurs
- Gloria Jones – chœurs

## Liste des titres

### CD1 –1erseptembre 1989  set 1
1. How Sweet It Is (To Be Loved by You) (Brian Holland, Lamont Dozier, Eddie Holland) – 6:16
2. Stop That Train (Peter Tosh) – 6:41
3. Get Out of My Life, Woman (Allen Toussaint) – 7:29
4. Run for the Roses (Jerry Garcia, Robert Hunter) – 5:26
5. Like a Road Leading Home (Don Nix, Dan Penn) – 8:37
6. My Sisters and Brothers (Charles Johnson) – 4:16
7. Deal (Garcia, Hunter) – 6:53

### CD2 –1erseptembre 1989  set 2
1. The Harder They Come (Jimmy Cliff) – 10:40
2. Mission in the Rain (Garcia, Hunter) – 9:11
3. Think (Jimmy McCracklin, Deadric Malone) – 7:21
4. Mississippi Moon (Peter Rowan) – 8:37
5. Waiting for a Miracle (Bruce Cockburn) – 5:38
6. That Lucky Old Sun (Beasley Smith, Haven Gillespie) – 10:18
7. Tangled Up in Blue (Bob Dylan) – 10:40

### CD3 – 2 septembre 1989  set 1
1. I'll Take a Melody (Toussaint) – 10:43
2. They Love Each Other (Garcia, Hunter) – 6:54
3. Forever Young (Dylan) – 8:31
4. That's What Love Will Make You Do" (James Banks, Eddie Marion, Henderson Thigpen) – 8:33
5. Knockin' on Heaven's Door (Dylan) – 10:27
6. And It Stoned Me (Van Morrison) – 6:22
7. Midnight Moonlight (Rowan) – 6:56

### CD4 – 2 septembre 1989  set 2
1. Cats Under the Stars (Garcia, Hunter) – 8:54
2. Waiting for a Miracle (Cockburn) – 6:54
3. Simple Twist of Fate (Dylan) – 12:53
4. Evangeline (David Hidalgo, Louie Pérez) – 3:46
5. The Night They Drove Old Dixie Down – (Robbie Robertson) – 10:14
6. Don't Let Go (Jesse Stone) – 18:27